# Östlig ärtmussla
Östlig ärtmussla (Pisidium dilatatum) är en musselart som beskrevs av Westerlund 1897. Östlig ärtmussla ingår i släktet Pisidium, och familjen ärtmusslor. Enligt den svenska rödlistan är arten otillräckligt studerad i Sverige. Arten förekommer i Götaland. Artens livsmiljö är sjöar och vattendrag.